# Sida ogadensis
Sida ogadensis är en malvaväxtart som beskrevs av M. Thulin och K. Vollesen. Sida ogadensis ingår i släktet sammetsmalvor, och familjen malvaväxter. Inga underarter finns listade i Catalogue of Life.